# Wydział Informatyki i Telekomunikacji Politechniki Poznańskiej
Wydział Informatyki i Telekomunikacji Politechniki Poznańskiej – jeden z dziewięciu wydziałów Politechniki Poznańskiej, powstał w 2020 r. w wyniku połączenia Wydziałów Informatyki oraz Elektroniki i Telekomunikacji, reprezentuje dyscyplinę Informatyka Techniczna i Telekomunikacja i posiada kategorię naukową A przyznaną obu wydziałom macierzystym przez Komitet Ewaluacji Jednostek Naukowych w 2017 r. Wydział posiada prawo doktoryzowania i habilitowania w dyscyplinie informatyka techniczna i telekomunikacja. Jego siedziba znajduje się przy ul. Piotrowo 3 w Poznaniu.

## Struktura
W skład wydziału wchodzą następujące jednostki:
- Instytut Informatyki
- Instytut Radiokomunikacji
- Instytut Sieci Teleinformatycznych
- Instytut Telekomunikacji Multimedialnej

## Kierunki studiów
- Bioinformatyka
- Informatyka
- Elektronika i Telekomunikacja
- Teleinformatyka
- Sztuczna Inteligencja

## Władze
Kadencja 2012-2016:
Dziekan: dr hab. inż. Jerzy Nawrocki prof. nadzw.

Prodziekan do spraw nauki: dr hab. inż. Andrzej Jaszkiewicz

Prodziekan do spraw kształcenia: prof. dr hab. inż. Zbyszko Królikowski

Prodziekan do spraw pomocy materialnej: dr inż. Piotr Sauer

Prodziekan do spraw przemysłu: dr hab. inż. Robert Wrembel
Kadencja 2016-2020:
Dziekan: dr hab. inż. Andrzej Jaszkiewicz

Prodziekan do spraw kształcenia: prof. dr hab. inż. Zbyszko Królikowski

Prodziekan do spraw nauki: dr hab. inż. Mikołaj Morzy

Prodziekan do spraw współpracy z przemysłem: dr hab. inż. Paweł Śniatała

Prodziekan do spraw promocji i pomocy materialnej: dr inż. Piotr Kardyś
Kadencja 2020-2024:
Dziekan: prof. dr hab. inż. Andrzej Jaszkiewicz

Prodziekan do spraw kształcenia (kierunki: Informatyka, Bioinformatyka, Sztuczna Inteligencja): dr hab. inż. Marek Wojciechowski

Prodziekan do spraw kształcenia (kierunki: Elektronika i Telekomunikacja, Teleinformatyka): prof. dr hab. inż. Grzegorz Danilewicz

Prodziekan do spraw nauki (poddyscyplina Informatyka): dr hab. inż. Mikołaj Morzy

Prodziekan do spraw nauki (poddyscyplina Telekomunikacja): prof. dr hab. inż. Mariusz Głąbowski

Wydziałowy koordynator do spraw rozwoju i współpracy z gospodarką: dr hab. inż. Jędrzej Musiał
Kadencja 2024-2028:
Dziekan: dr hab. inż. Mikołaj Morzy

Prodziekan do spraw dydaktyki (kierunki: Informatyka, Bioinformatyka, Sztuczna Inteligencja): dr hab. inż. Marek Wojciechowski

Prodziekan do spraw dydaktyki (kierunki: Elektronika i Telekomunikacja, Teleinformatyka): dr hab. inż. Damian Karwowski

Prodziekan do spraw nauki (poddyscyplina Informatyka): dr hab. inż. Szymon Wilk

Prodziekan do spraw nauki (poddyscyplina Telekomunikacja): dr hab. inż. Maciej Krasicki

Wydziałowy koordynator do spraw rozwoju i współpracy z gospodarką: dr hab. inż. Jędrzej Musiał